# Liste der Kulturdenkmale in Teichnitz

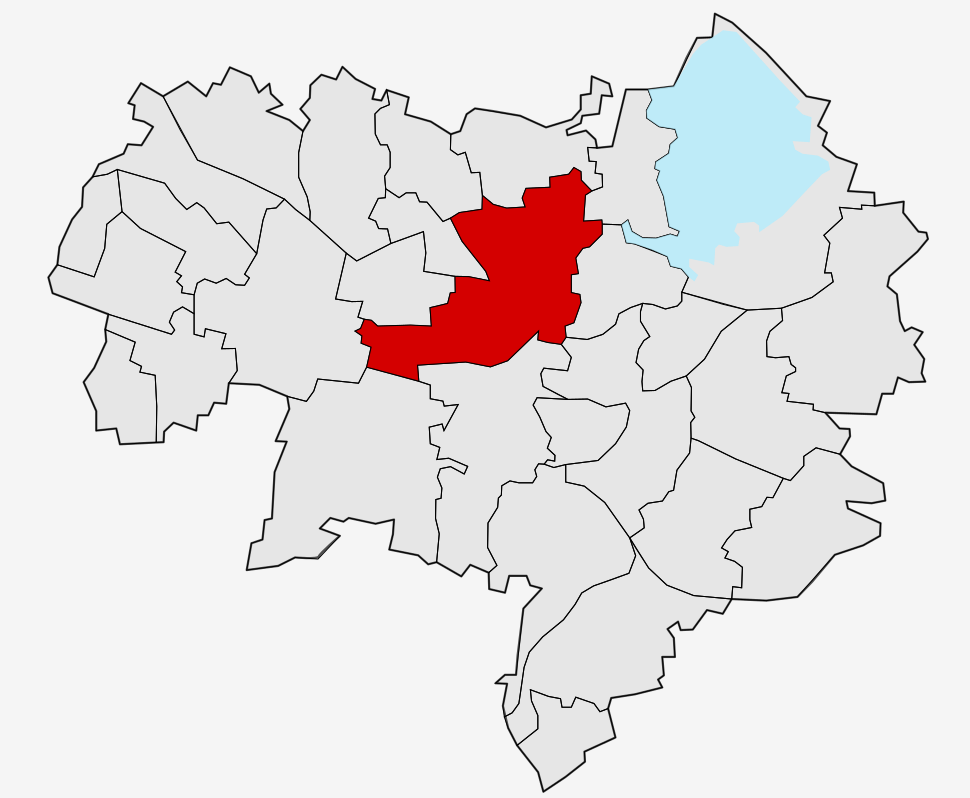
Lage des Ortsteils Teichnitz in Bautzen

In der Liste der Kulturdenkmale in Teichnitz sind die Kulturdenkmale des Bautzener Ortsteils Teichnitz  verzeichnet, die bis März 2018 vom Landesamt für Denkmalpflege Sachsen erfasst wurden (ohne archäologische Kulturdenkmale). Die Anmerkungen sind zu beachten.

## Liste der Kulturdenkmale in Teichnitz
| Bild                                    | Bezeichnung                                                                               | Lage                            | Datierung | Beschreibung | ID       |
| --------------------------------------- | ----------------------------------------------------------------------------------------- | ------------------------------- | --- | --- | -------- |
| Direkt Bild zu diesem Denkmal hochladen | Wohnhaus mit angrenzender Scheune und Stall                                               | Dorfplatz 6 (Karte)             | Ende 18./Anfang 19. Jahrhundert | Baugeschichtlich und sozialgeschichtlich von Bedeutung, spitzer Giebel, Vorhäuschen mit spitzem Dach, im ersten Obergeschoss vier sehr kleine Fenster mit Holzverblendung | 09251379 |
| Direkt Bild zu diesem Denkmal hochladen | Rittergut und Gutspark Teichnitz (Sachgesamtheit)                                         | Gutsweg 1, 3, 6, 7 (Karte)      | 1802–1850; um 1820 (Gesindehaus und Wirtschaftsgebäude); Anfang 19. Jahrhundert (Gutspark), um 1900 (Umgestaltung zu landschaftlicher Anlage) | Sachgesamtheit Rittergut Teichnitz mit folgenden Einzeldenkmalen: drei Scheunen, Stall und Reste der Einfriedung mit drei Torpfeilern (siehe Obj. 09251380), Gutspark (Gartendenkmal) sowie Gesindehaus und Wirtschaftsgebäude als Sachgesamtheitsteile; ortsgeschichtlich von Bedeutung [Störelemente: drei LPG-Gebäude im Wirtschaftshof]. Der Gutspark entstand wahrscheinlich im Zusammenhang mit dem Bau des Herrenhauses 1802 und wurde ursprünglich als regelmäßige Anlage angelegt. Um 1900 erfolgte die Umgestaltung zum Landschaftspark. 1937 fiel ein Teil des Parks dem Bau der Autobahn zum Opfer, die südliche Parkmauer wurde abgebrochen und nördlich der Autobahn neu errichtet. Die Anlage wird im Norden durch eine verputzte Einfriedungsmauer, im Süden, Osten und zum Teil im Westen durch Bruchsteinmauern eingefriedet. Der Park geht im Westen in waldartigen Bestand über, dort fehlt eine Einfriedung. Das Wegesystem ist nur noch schwer ablesbar. - Ehemaliges Herrenhaus August 2013 abgerissen - Gesindehaus (Nr. 1, heute Wohnhaus): eingeschossiger Putzbau mit Krüppelwalmdach - Wirtschaftsgebäude: eingeschossiger Putzbau mit Krüppelwalmdach und Dachluke | 09300801 |
| Direkt Bild zu diesem Denkmal hochladen | Wohnhaus in offener Bebauung                                                              | Hoyerswerdaer Straße 40 (Karte) | Um 1900 | Sozialgeschichtlich von Bedeutung, Krüppelwalmdach, Eingang rückseitig, kleines Dachfenster mit Dreiecksgiebel | 09251391 |
|                                         | Wohnhaus                                                                                  | Neuteichnitzer Straße 2 (Karte) | Um 1850 | Fachwerkobergeschoss verbrettert, baugeschichtlich von Bedeutung, geschnitzte Holzverblendungen an Fenstern, Krüppelwalmdach | 09251376 |
|                                         | Wohnhaus und ehemalige Scheune sowie Reste der Einfriedung eines ehemaligen Dreiseithofes | Neuteichnitzer Straße 5 (Karte) | Um 1800/1820 | Baugeschichtlich und sozialgeschichtlich von Bedeutung, erstes Obergeschoss verbrettert, Holzverblendungen mit Dreiecksgiebeln, Naturstein, Mittelbetonung der Scheune durch große Fledermausgaupe | 09251375 |
|                                         | Wohnhaus                                                                                  | Stauseestraße 3 (Karte)         | Um 1850 | Obergeschoss Fachwerk, baugeschichtlich von Bedeutung, spitzes Dach, Mittelbetonung im Erdgeschoss durch niedrige Eingangstür, Giebel verbrettert, Fensterverblendungen | 09251377 |
|                                         | Wegesäule                                                                                 | Stauseestraße 3 (vor) (Karte)   | 1. Hälfte 19. Jahrhundert | Wegesäule aus der ersten Hälfte des 19. Jahrhunderts, monolithischer Pfeiler aus Granit, Schaft mit abgefasten Ecken, darüber Kopf mit beschrifteten Seitenflächen (Richtungsweise zu nahegelegenen Ortschaften, Ortsangaben zum Teil noch lesbar) und flachpyramidalem Abschluss. Als Zeugnis der verkehrstechnischen Erschließung des ländlichen Raumes von orts- und verkehrsgeschichtlicher Bedeutung. Derzeit (Sommer 2024) nicht am Standort. | 09251378 |

## Ehemaliges Denkmal
| Bild           | Bezeichnung | Lage                | Datierung                                                                              | Beschreibung | ID       |
| -------------- | --- | ------------------- | -------------------------------------------------------------------------------------- | --- | -------- |
| Weitere Bilder | Rittergut Oehna / Ehemaliges Herrenhaus, Gutsverwalterhaus mit angebautem Stallgebäude und Wirtschaftsgebäude sowie Reste der Toreinfahrt | Oehna 1, 1a (Karte) | Bezeichnet mit 1813 (Herrenhaus); 1880–1885 (Gutsverwalterhaus und Wirtschaftsgebäude) | Baugeschichtlich und ortsgeschichtlich von Bedeutung. 2019/20 abgerissen. - Herrenhaus: Mittelbetonung durch Eingangsbereich mit Rundbogenportal und Schlussstein, zweiseitiger Treppenaufgang (Abbruch), Krüppelwalmdach; bezeichnet mit „1813 – S. M.“ [abgerissen] - Gutsverwalterhaus: zweigeschossiger Putzbau mit Putzeckquaderung, Walmdach mit Dachhäuschen [abgerissen] - daran angebautes Stallgebäude: verputzter Bruchsteinbau mit Gurtgesims, Sattelbach mit Fledermausgaupen [abgerissen] - Wirtschaftsgebäude mit Stallungen: breitgelagerter massiver verputzter Bruchsteinbau mit Steingewänden und Satteldach [größtenteils abgerissen] - Torpfeiler der Toreinfahrt noch vorhanden; insgesamt sehr gefährdeter Zustand Schlossartiger Dreiflügelbau mit spätbarocken und klassizistischen Formen, hohes Mansardwalmdach, ursprünglich 18. Jahrhundert. Die Portale mit flachem Segmentgiebel, profiliertem Sandsteingewände mit Schlussstein und bekrönendem Dreieckgiebel, bezeichnet mit 1802. Mehrere kleinere Wohnhäuser, Scheunen und Stallungen erhalten. | 09251438 |

## Tabellenlegende
- Bild: Bild des Kulturdenkmals, ggf. zusätzlich mit einem Link zu weiteren Fotos des Kulturdenkmals im Medienarchiv Wikimedia Commons. Wenn man auf das Kamerasymbol klickt, können Fotos zu Kulturdenkmalen aus dieser Liste hochgeladen werden:
- Bezeichnung: Denkmalgeschützte Objekte und ggf. Bauwerksname des Kulturdenkmals
- Lage: Straßenname und Hausnummer oder Flurstücknummer des Kulturdenkmals. Die Grundsortierung der Liste erfolgt nach dieser Adresse. Der Link (Karte) führt zu verschiedenen Kartendiensten mit der Position des Kulturdenkmals. Fehlt dieser Link, wurden die Koordinaten noch nicht eingetragen. Sind diese bekannt, können sie über ein Tool mit einer Kartenansicht einfach nachgetragen werden. In dieser Kartenansicht sind Kulturdenkmale ohne Koordinaten mit einem roten bzw. orangen Marker dargestellt und können durch Verschieben auf die richtige Position in der Karte mit Koordinaten versehen werden. Kulturdenkmale ohne Bild sind an einem blauen bzw. roten Marker erkennbar.
- Datierung: Baubeginn, Fertigstellung, Datum der Erstnennung oder grobe zeitliche Einordnung entsprechend des Eintrags in der sächsischen Denkmaldatenbank
- Beschreibung: Kurzcharakteristik des Kulturdenkmals entsprechend des Eintrags in der sächsischen Denkmaldatenbank, ggf. ergänzt durch die dort nur selten veröffentlichten Erfassungstexte oder zusätzliche Informationen
- ID: Vom Landesamt für Denkmalpflege Sachsen vergebene, das Kulturdenkmal eindeutig identifizierende Objekt-Nummer. Der Link führt zum PDF-Denkmaldokument des Landesamtes für Denkmalpflege Sachsen. Bei ehemaligen Kulturdenkmalen können die Objektnummern unbekannt sein und deshalb fehlen bzw. die Links von aus der Datenbank entfernten Objektnummern ins Leere führen. Ein ggf. vorhandenes Icon  führt zu den Angaben des Kulturdenkmals bei Wikidata.

## Ausführliche Denkmaltexte
1. ↑  Beschreibung des Gartendenkmals Gutspark Teichnitz (Silke Epple, 27. August 2008):
Anfang des 19. Jahrhunderts regelmäßig gestaltete Anlage, wahrscheinlich gleichzeitig mit Herrenhaus (1802), um 1900 Umgestaltung zu landschaftlicher Anlage. Landschaftspark geht im Westen in waldartigen Bestand über.
  - Bauliche Schutzgüter:
    - Einfriedung: verputzte Einfriedungsmauer an der Nordgrenze, Bruchsteinmauer an Ost- und Südgrenze des Gartens, an der Westgrenze Bruchsteinmauer nur teilweise vorhanden (zum westlich angrenzenden Wald offen)

  - Erschließung:
    - Zugänge: Toranlage mit drei Torpfeilern, Zufahrt von Osten auf das Herrenhaus zuführend
    - Wegesystem: Wege nur noch schwer ablesbar und eher als Waldwege erlebbar

  - Wasserelemente: Bachlauf des Temritzer Wassers mit Resten eines Wehres im südlichen Parkbereich, ehemaliger Teich auf Flurstück 297 östlich des Gutshofes verschwunden, heute nur noch Wiesenfläche mit Baumreihe aus Winter-Linden (Tilia cordata)
  - Vegetation:
    - Einzelbäume: zwei Esskastanien (Castanea sativa) südlich des Herrenhauses
    - Altbaumbestand vorhanden, Struktur der Gehölzpflanzungen nur noch schwer ablesbar, Gehölzbestand stark verwildert

  - Sonstige Schutzgüter:
    - Bodenrelief: Gelände nach Süden hin abfallend